# (1620) Geographos
(1620) Geographos – planetoida z grupy Apollo należąca do obiektów NEO i PHA.

## Odkrycie
(1620) Geographos została odkryta 14 września 1951 w Obserwatorium Palomar przez Alberta Wilsona i Rudolpha Minkowskiego. Nazwa planetoidy pochodzi od National Geographic Society. Przed jej nadaniem planetoida nosiła oznaczenie tymczasowe (1620) 1951 RA. 

## Orbita
(1620) Geographos jest asteroidą przecinającą orbitę Marsa i Ziemi, należącą do grupy Apollo. Krąży wokół Słońca w średniej odległości 1,24 au. w czasie 1 roku i 142 dni po trajektorii o mimośrodzie 0,33.

## Właściwości fizyczne i badania planetoidy
W 1994 podczas najbliższego w ciągu ostatnich dwóch wieków przelotu asteroidy obok naszej planety, prowadzone były jej radarowe obserwacje przez sieć radioteleskopów z Deep Space Network w Goldstone w Kalifornii. Powstałe obrazy pokazały, że (1620) Geographos jest jednym z najbardziej wydłużonych obiektów w Układzie Słonecznym, mierzy 5,1×1,8 km. Jest ona planetoidą typu S, znaczy to, że ma wyższe albedo i składa się ze związków niklu, żelaza, magnezu i krzemu.
(1620) Geographos miała zostać zbadana przez misję Clementine, jednakże źle funkcjonujący silnik sterujący uniemożliwił dotarcie do asteroidy.